# Neotoma magister
Espèce
Statut de conservation UICN

 NT  : Quasi menacé
Neotoma magister est une espèce de rongeurs de la famille des Cricetidae.

## Répartition
Cette espèce est endémique des États-Unis. Elle se rencontre au nord des Appalaches.

## Publication originale
- Baird, 1857 : Mammals. Reports of explorations and surveys for a railroad route from Mississippi River to the Pacific Ocean. Beverly Tucker, Printer, Washington, D. C., p. 1-757.